# العلاقات الأسترالية الكونغوية
العلاقات الأسترالية الكونغولية هي العلاقات الثنائية التي تجمع بين أستراليا وجمهورية الكونغو.

## مقارنة بين البلدين
هذه مقارنة عامة ومرجعية للدولتين:
| وجه المقارنة                                              | أستراليا                                   | [[تصنيف:صفحات تستخدم رمز علم غير موجود\|]] جمهورية الكونغو |
| --------------------------------------------------------- | ------------------------------------------ | ---------------------------------------------------------- |
| المساحة (كم2)                                             | 7.69 مليون                                 | 342.00 ألف                                                 |
| عدد السكان (نسمة)                                         | 24.51 مليون                                | 5.26 مليون                                                 |
| الكثافة السكانية (ن./كم²)                                 | 3.19                                       | 15.38                                                      |
| العاصمة                                                   | كانبرا، ملبورن                             | برازافيل                                                   |
| اللغة الرسمية                                             | لغة إنجليزية                               | لغة فرنسية                                                 |
| العملة                                                    | دولار أسترالي، جنيه إسترليني، جنيه أسترالي | فرنك وسط أفريقي                                            |
| الناتج المحلي الإجمالي (بليون دولار)                      | 1.32 تريليون                               | 8.72 مليار                                                 |
| الناتج المحلي الإجمالي (تعادل القوة الشرائية) بليون دولار | 1.10 تريليون                               | 29.48 مليار                                                |
| الناتج المحلي الإجمالي الاسمي للفرد دولار أمريكي          | 56.31 ألف                                  | 1.85 ألف                                                   |
| الناتج المحلي الإجمالي للفرد دولار أمريكي                 | 45.92 ألف                                  |                                                            |
| مؤشر التنمية البشرية                                      | 0.939                                      | 0.591                                                      |
| رمز المكالمات الدولي                                      | +61                                        | +242                                                       |
| رمز الإنترنت                                              | .au                                        | .cg                                                        |
| المنطقة الزمنية                                           |                                            | ت ع م+01:00                                                |

## منظمات دولية مشتركة
يشترك البلدان في عضوية مجموعة من المنظمات الدولية، منها:
| علم المنظمة | اسم المنظمة                               | تاريخ انضمام أستراليا | تاريخ انضمام جمهورية الكونغو |
| ----------- | ----------------------------------------- | --------------------- | ---------------------------- |
|             | يونسكو                                    | 4 نوفمبر 1946         | 24 أكتوبر 1960               |
|             | الفريق المعني برصد الأرض                  | ?                     | ?                            |
|             | مؤسسة التمويل الدولية                     | 20 يوليو 1956         | 1 أكتوبر 1980                |
|             | المركز الدولي لتسوية المنازعات الاستشارية | 1 يونيو 1991          | 14 أكتوبر 1966               |
|             | منظمة حظر الأسلحة الكيميائية              | ?                     | ?                            |
|             | مؤسسة التنمية الدولية                     | 24 سبتمبر 1960        | 8 نوفمبر 1963                |
|             | منظمة التجارة العالمية                    | ?                     | ?                            |
|             | وكالة ضمان الاستثمار متعدد الأطراف        | 10 فبراير 1999        | 16 أكتوبر 1991               |
|             | منظمة الشرطة الجنائية الدولية             | ?                     | ?                            |
|             | الأمم المتحدة                             | 1 نوفمبر 1945         | 20 سبتمبر 1960               |
|             | البنك الدولي للإنشاء والتعمير             | 5 أغسطس 1947          | 10 يوليو 1963                |

## وصلات خارجية
- موقع وزارة الخارجية الأسترالية